# Álgebra de Clifford

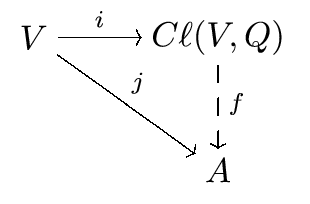
Diagrama de la álgebra de Clifford.

Las álgebras de Clifford son álgebras asociativas de importancia en matemáticas, en particular en teoría de la forma cuadrática y del grupo ortogonal y en la física. Se nombran así por William Kingdon Clifford.

## Definición formal
Sea V un espacio vectorial sobre un cuerpo k y q : V → k una forma cuadrática en V. El álgebra de Clifford C(q) es un álgebra asociativa unital sobre k junto con la función lineal i: V → C(q) definido por la propiedad universal siguiente: para cada álgebra asociativa A sobre k con una función lineal j: V → A tal que para cada v en V se tiene j(v)² = q(v)1 (donde 1 denota la identidad multiplicativa de A), hay un homomorfismo único del álgebra f: C(q) → A tal que el diagrama siguiente conmuta
{\displaystyle {\begin{matrix}V&\to &C(q)\\\downarrow &\swarrow &\\A&&\end{matrix}}}
es decir tal que fi = j. 
El álgebra de Clifford existe y puede ser construida como sigue: tome el álgebra tensorial T(V)  construida por el ideal generado por
{\displaystyle v\otimes v-q(v)1}.
Se sigue de esta construcción que i es inyectivo, y V se puede considerar como subespacio lineal de C(q). 
Sea
B(u, v) = q(u + v) - q(u) - q(v)
la forma bilineal asociada a q. Que es una consecuencia de la definición que la identidad
uv + vu = B (u, v)
vale en C(q) para cada par (u, v) de vectores en V. Si el cuerpo es de característica distinta de 2 esta expresión se puede utilizar como definición alternativa. 
El álgebra de Clifford C(q) es filtrada por subespacios
k ⊂ k + V ⊂ k + V + V² ⊂ ...
de los elementos que se pueden escribir como monomios de 0, 1, 2,.. vectores en V. El álgebra graduada asociada es canónicamente isomorfa al álgebra exterior Λ V del espacio vectorial. Esto muestra en particular que
dim C(q) = 2dim V.
Una manera más simple de considerar esto es eligiendo una base arbitraria e1, e2..... para V. Usando la relación de anticonmutación podemos expresar siempre un elemento del álgebra de Clifford como combinación lineal de monomios del tipo
{\displaystyle e_{i_{1}}e_{i_{2}}e_{i_{3}}\cdots e_{i_{n}},i_{1}<i_{2}<\cdots <i_{n}}
que da un isomorfismo explícito con el álgebra exterior. Obsérvese que este es un isomorfismo de espacios vectoriales, no de álgebras. 
Si V tiene dimensión finita par, el cuerpo es algebraicamente cerrado y la forma cuadrática es no degenerada, el álgebra de Clifford es simple central. Así por el teorema de Artin-Wedderburn es (no canónicamente) isomorfa a un álgebra de matrices. Se sigue que en este caso C(q) tiene una representación irreducible de dimensión 2dim(V)/2 que es única salvo un isomorfismo (no único). Este es la famosa representación por espinor), y sus vectores se llaman espinores. 
En caso de que el cuerpo k sea el cuerpo de números reales el álgebra de Clifford de una forma cuadrática de signatura p, q es generalmente denotada C(p, q). Se han clasificado estas álgebras reales de Clifford como sigue... 
Las álgebras de Clifford son importantes en la física. Los físicos consideran generalmente las álgebras de Clifford expresadas por las matrices γ1...,γn que tienen la propiedad que
γi γj + γj γi = 2δi,j
donde δ es la matriz de una forma cuadrática del tipo p,q con respecto a una base ortonormal de e1,..., en.